# Pune Metropolitan Region Challenger 2024 - Doppio
Il doppio del torneo di tennis professionistico Pune Metropolitan Region Challenger 2024, facente parte della categoria Challenger 100 nell'ambito dell'ATP Challenger Tour 2024, si è giocato dal 19 al 25 febbraio a Pune, in India. Tra le coppie partecipanti erano assenti Anirudh Chandrasekar e Vijay Sundar Prashanth, i detentori del titolo.
In finale Tristan Schoolkate e Adam Walton hanno sconfitto Dan Added e Chung Yun-seong con il punteggio di 7–6(4), 7–5.

## Teste di serie
1. Arjun Kadhe /  Jeevan Nedunchezhiyan (semifinale)
2. Piotr Matuszewski /  Matthew Romios (primo turno)

1. Dan Added /  Chung Yun-seong (finale)
2. Sriram Balaji /  Andre Begemann (primo turno)

## Wildcard
1. Siddhant Banthia /  Parikshit Somani (quarti di finale)

1. Sai Karteek Reddy Ganta /  Karan Singh (primo turno)

## Alternate
1. Geoffrey Blancaneaux /  Benjamin Bonzi (primo turno)

## Tabellone

### Legenda
| - Q = Qualificato - WC = Wild card - LL = Lucky loser | - ALT = Alternate - SE = Special Exempt - PR = Protected Ranking | - w/o = Walkover - r = Ritirato - d = Squalificato |

|  | Primo turno | Primo turno                       | Primo turno                       | Primo turno | Primo turno |  |  | Quarti di finale | Quarti di finale          | Quarti di finale         | Quarti di finale      | Quarti di finale      |   |   | Semifinali | Semifinali                | Semifinali                | Semifinali                     | Semifinali                     |   |   | Finale | Finale | Finale | Finale | Finale |  |
|  |             |                                   |                                   |             |             |  |  |                  |                           |                          |                       |                       |   |   |            |                           |                           |                                |                                |   |   |        |        |        |        |        |  |
|  | 1           | A Kadhe J Nedunchezhiyan          | A Kadhe J Nedunchezhiyan          | 6           | 6           |  |  |                  |                           |                          |                       |                       |   |   |            |                           |                           |                                |                                |   |   |        |        |        |        |        |  |
|  |             | R Bollipalli N Kaliyanda Poonacha | R Bollipalli N Kaliyanda Poonacha | 3           | 3           |  |  | 1                | A Kadhe J Nedunchezhiyan  | A Kadhe J Nedunchezhiyan | 6                     | 78                    |   |   |            |                           |                           |                                |                                |   |   |        |        |        |        |        |  |
|  |             | R Ho C Puttergill                 | R Ho C Puttergill                 | 69          | 4           |  |  |                  | J Schnaitter M Wallner    | J Schnaitter M Wallner   | 4                     | 6                     |   |   |            |                           |                           |                                |                                |   |   |        |        |        |        |        |  |
|  |             | J Schnaitter M Wallner            | J Schnaitter M Wallner            | 711         | 6           |  |  |                  |                           |                          |                       |                       |   |   | 1          | A Kadhe J Nedunchezhiyan  | A Kadhe J Nedunchezhiyan  | 3                              | 4                              |   |   |        |        |        |        |        |  |
|  | 3           | D Added Y-s Chung                 | D Added Y-s Chung                 | 6           | 6           |  |  |                  |                           | 3                        | D Added Y-s Chung     | D Added Y-s Chung     | 6 | 6 |            |                           |                           |                                |                                |   |   |        |        |        |        |        |  |
|  |             | FC Alcantara K Uchida             | FC Alcantara K Uchida             | 2           | 2           |  |  | 3                | D Added Y-s Chung         | 3                        | 7                     | [10]                  |   |   |            |                           |                           |                                |                                |   |   |        |        |        |        |        |  |
|  | WC          | S Banthia P Somani                | 5                                 | 7           | [10]        |  |  | WC               | S Banthia P Somani        | 6                        | 5                     | [7]                   |   |   |            |                           |                           |                                |                                |   |   |        |        |        |        |        |  |
|  |             | L Margaroli G Oliveira            | 7                                 | 65          | [5]         |  |  |                  |                           |                          |                       |                       |   |   | 3          | Dan Added Chung Yun-seong | Dan Added Chung Yun-seong | 64                             | 5                              |   |   |        |        |        |        |        |  |
|  | WC          | SKR Ganta K Singh                 | 6                                 | 3           | [4]         |  |  |                  |                           |                          |                       |                       |   |   |            |                           |                           | Tristan Schoolkate Adam Walton | Tristan Schoolkate Adam Walton | 7 | 7 |        |        |        |        |        |  |
|  |             | T Schoolkate A Walton             | 3                                 | 6           | [10]        |  |  |                  | T Schoolkate A Walton     | T Schoolkate A Walton    | 6                     | 6                     |   |   |            |                           |                           |                                |                                |   |   |        |        |        |        |        |  |
|  |             | T Matsui K Uesugi                 | 4                                 | 7           | [10]        |  |  |                  | T Matsui K Uesugi         | T Matsui K Uesugi        | 1                     | 0                     |   |   |            |                           |                           |                                |                                |   |   |        |        |        |        |        |  |
|  | 4           | S Balaji A Begemann               | 6                                 | 65          | [5]         |  |  |                  |                           |                          |                       |                       |   |   |            | T Schoolkate A Walton     | T Schoolkate A Walton     | 78                             | 6                              |   |   |        |        |        |        |        |  |
|  |             | D Ajduković E Dalla Valle         | D Ajduković E Dalla Valle         | 7           | 6           |  |  |                  |                           |                          | S Myneni R Ramanathan | S Myneni R Ramanathan | 6 | 2 |            |                           |                           |                                |                                |   |   |        |        |        |        |        |  |
|  | Alt         | G Blancaneaux B Bonzi             | G Blancaneaux B Bonzi             | 5           | 3           |  |  |                  | D Ajduković E Dalla Valle | 2                        | 7                     | [2]                   |   |   |            |                           |                           |                                |                                |   |   |        |        |        |        |        |  |
|  |             | S Myneni R Ramanathan             | S Myneni R Ramanathan             | 7           | 6           |  |  |                  | S Myneni R Ramanathan     | 6                        | 64                    | [10]                  |   |   |            |                           |                           |                                |                                |   |   |        |        |        |        |        |  |
|  | 2           | P Matuszewski M Romios            | P Matuszewski M Romios            | 65          | 4           |  |  |                  |                           |                          |                       |                       |   |   |            |                           |                           |                                |                                |   |   |        |        |        |        |        |  |